# Crossoloricaria
Crossoloricaria es un género de locáridos nativos de Sudamérica y Centroamérica.

## Especies
Existen cinco especies reconocidas en este género:
- Crossoloricaria bahuaja F. Chang & E. Castro, 1999
- Crossoloricaria cephalaspis Isbrücker, 1979
- Crossoloricaria rhami Isbrücker & Nijssen, 1983
- Crossoloricaria variegata (Steindachner, 1879)
- Crossoloricaria venezuelae (L. P. Schultz, 1944)